# Boschia mansonii
Boschia mansonii är en malvaväxtart som beskrevs av James Sykes Gamble. Boschia mansonii ingår i släktet Boschia och familjen malvaväxter. Inga underarter finns listade i Catalogue of Life.